# Dave Smolenaars
Dave Smolenaars (Haarlem, 20 maart 1971) is een Nederlands hockeycoach en een voormalig hockeyer.
Smolenaars begon met hockeyen bij MHC Bennebroek en maakte op zijn 16de de overstap naar HC Bloemendaal. Smolenaars pakte verschillende landstitels met Bloemendaal. Daarnaast kwam hij 22 keer uit als international (0 doelpunten). Zijn debuut maakte de verdediger in de met 5-1 gewonnen interland tegen Ierland op 5 mei 1993. Zijn laatste interland speelde hij op de Champions Trophy 1994.
Na zijn actieve hockeycarrière en het behalen van het CIOS legde Smolenaars zich toe op het coachingsvak. 
Van 2005 tot en met 2010 was hij werkzaam als coach van de dames van SCHC, waar hij werd opgevolgd door Janneke Schopman. Met ingang van het seizoen 2010/11 werd Smolenaars aanvankelijk assistent-trainer van de mannen bij zijn oude club HC Bloemendaal, maar na het vertrek van hoofdcoach Max Caldas, nam hij diens hoofdcoachschap en het technisch beleid over. Daarvoor is hij ook coach geweest van de dames van Bloemendaal en van Jong Oranje Dames/Nederlands Meisjes A.
Op 8 mei 2012 een dag voor het begin van de play-offs, ontsloeg Bloemendaal per direct Smolenaars. Hij zal tijdens de play offs worden vervangen door oud-international en oud-ploeggenoot Floris Jan Bovelander.
Vanaf seizoen 2012-2013 is Smolenaars assistent-coach van Alexander Cox bij Heren 1 van SV Kampong Hockey. Vanaf 2013 werkte hij twee seizoenen als hoofdcoach bij Schaerweijde, dat hem op 30 april 2015 ontsloeg.